# 小ロマン派
小ロマン派（しょうロマンは、Petits romantiques）

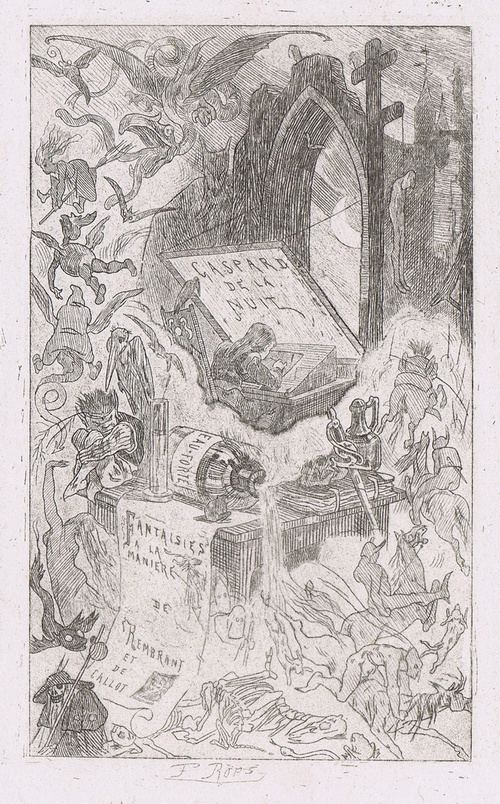
フェリシアン・ロップスによるアロイジウス・ベルトラン『夜のガスパール』の挿絵(1868年)

19世紀フランス、ドイツ、イギリスのロマン主義文学において、小ロマン派と呼ばれる一派があった。特にフランスで1820年代以降E.T.A.ホフマンの紹介が始まると、その影響を受けて、幻想的な作品を生み出すようになった作家を指し、ノディエやゴーティエ、さらにはバルザック、メリメ、デュマらもその影響を受けた。
批評家のガエタン・ピコンは、これらの作家は、「その輝かしい名前によって追いやられた無名性だけでなく、物悲しい叙情性、社会的・形而上学的な反抗精神、不気味なものに対する喜び、熱狂的ロマン主義といったより根本的な特徴を共有している」と述べている。

## 定義
1896年にユージン・アセは「小ロマン派」について、「ロマン主義の名の下に、今世紀の中頃にあれほど激しい輝きを投げかけた文学運動について、我々がもし、そのような運動から離れ、しかも今ようやくその功績が認められた偉大な作家のみを取り上げるのであれば、この運動についてよくわかっていないことになるだろう」と述べている。
マックス・ミルネール(1923-2008)によると、この「一般名称」は、「侮蔑的とは言わないまでも横柄さが感じられるこの表現によって、これらの作家がこれまでどのような意図で研究されてきたか、そして今後もどのような意図で研究される可能性があるか、まさにそのような意図」を反映している。ウィリー・ポール・ロマンは、1950年代初頭には、「2種類のロマン主義があった。一つは、有名な作品だが、もはや面白味のないもの、そしてもう一つは、その豊かさがまだ過小評価されているもの、である。良き時代のアルフレッド・ド・ヴィニーやシャルル＝オーギュスタン・サント＝ブーヴについては、もはや語るべきことがほとんどないのに対して、ジェラール・ド・ネルヴァルについては我々はまだ理解し始めたばかりで、シャルル・ノディエに至ってはこれからその全貌が明らかになる」という現状であったという。

### 歴史

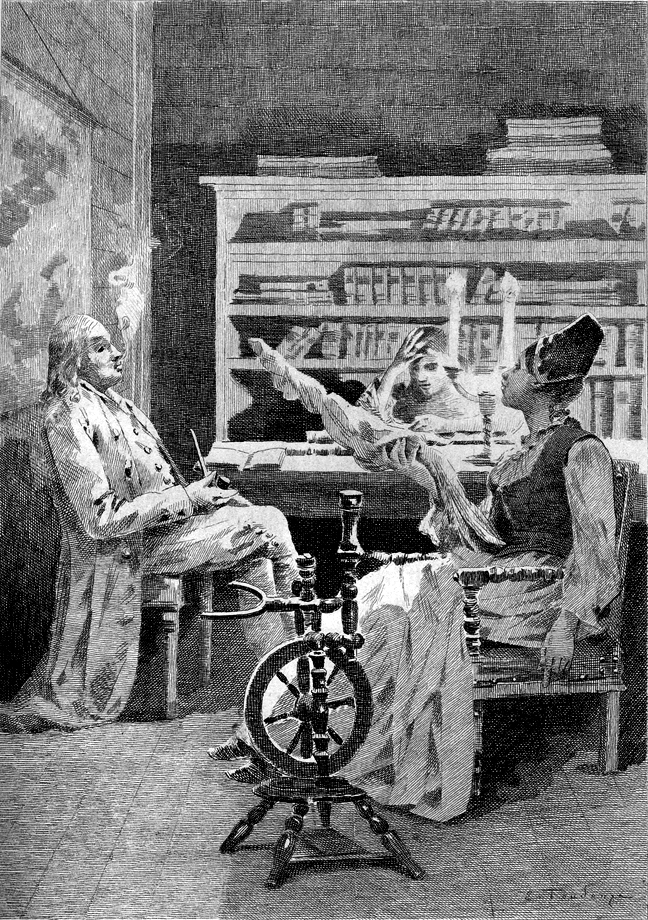
バルザック『セラフィタ』挿絵（:fr:Édouard Toudouze、1897年）

19世紀の小ロマン派は、文学愛好家・書誌愛好家であったポール・ラクロワ(1806-1884)、シャンフルーリ(1821-1889)、シャルル・モンスレ(1825-1888)、シャルル・アスリノー(1820-1874)、ジュール・クラルティー(1840-1913)らによって研究されてきた。マックス・ミルネールは、彼らには「共同墓穴（ここには、ルノメ（評判の女神）に侮蔑された者たちがみんな一緒に入れられている）から掘り起こすのが困難であった人物（作家）を、忘却の淵から救うための豊富な知識」があったと評している。
「小ロマン派」という用語は、グザヴィエ・フォルヌレ(1809-1884)など個々の作家をさすこともあるが、ヴィクトル・ユーゴーなどの作家に影響を受けた一派を指すこともある。テオフィル・ゴーティエの『ロマン主義の歴史』によると、ゴーティエ、ネルヴァルらがヨハン・デュ・セニュールのアトリエに集まり、「プチ・セナークル」を結成した。
この集まりには、ジェラール・ド・ネルヴァル、アウグストゥス・マケ(1812-1888)、フィロテ・オネディ(1811-1875)（各自が本名を多少変えて趣向を凝らした名前を使っていた）、ナポレオン・トム、ジョセフ・ブシャーディ(1810-1870)、セレスタン・ナントゥイユ(1813-1873)、少し後にはゴーティエ、さらに後にはペトリュス・ボレル(1809-1859)らが参加していた。友情で結ばれたこれらの青年たちは、画家や彫刻家、版画家、建築家、あるいは建築を勉強している者などであった。
彼らは1830年の「エルナニ事件」で結びつきを得て、オネディが「社会に反逆する形而上学的十字軍」「思想の山賊たち」と呼んだように、文学において「芸術のための芸術」を主張しただけでなく、政治的にも宗教的にも反権威的な思想を持っていた。

### 概念論争

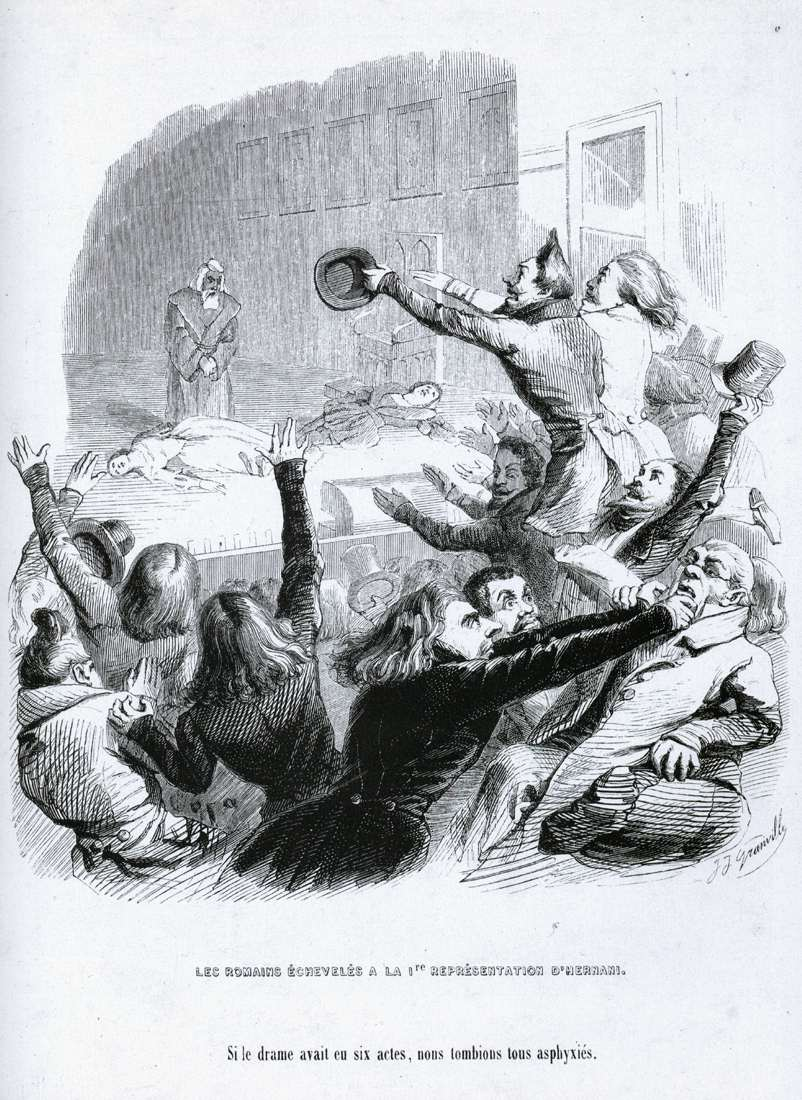
エルナニ事件で騒ぐロマン主義者たち（J・J・グランヴィル画、1836年）

ジャン=リュック・スタインメッツは『1830年のフランスの熱狂』の15年後の1991年に、「ノディエ、アルフォンス・ラッブ (1784-1829)、オネディ、ボレル、アルフォンス・エスキロス(1812-1876)、ピエール・フランソワ・ラスネール、レイモンド・ブラッカー(1800-1875)、ジュール・ルフェーブル-ドーミエ(1797-1857)、フォルヌレらのグループに再定義する」と訂正した。
スタインメッツは後に、この表現は、「マイナーな作家だと貶めることのできない、これほど多様な多くの異なった個性を含むには明らかに狭すぎる」と評している。
マリー・イブ・テレンシー(Marie-Ève Thérenthy）は、「この世代は文学史上においていったん忘れ去られた後、ゴーティエの『ロマン主義の歴史』などにおいて、「若きフランス」「ブーザンゴ(Bousingots)」「小さな晩餐(petit Cénacle)」「放浪の修道院長(bohème du Doyenné」といった名称を付けられることで、最近になってようやく発掘・再評価され始めた」と述べている。

## 後世の評価
アンドレ・ブルトンは『黒いユーモア選集』(1939年)で「小ロマン派」の重要な地位として、「真に唯一、私たちの前に現れたこの主題（ブラックユーモア）を規定した、大いに私見による選択により」ピエール・フランソワ・ラスネール、ペトリュス・ボレル、グザヴィエ・フォルヌレ、フランス以外では、トマス・ド・クインシー、クリスティアン・ディートリヒ・グラッベを挙げている。

## 人物

### フランス
小ロマン派の主な人物：
- エティエンヌ・ピヴェール・ド・セナンクール (1770-1864)
- シャルル・ノディエ (1780-1844)
- アルフォンス・ラッブ (1784-1829) - 生前はジャーナリストとして知られていたが、死後1935年に刊行された『ある厭世家の手帖(Album d'un pessimiste)』は死と絶望の描写によって、友人のユゴーらに高く評価された。ボードレールは『火箭』の中で「永遠の音調、永遠で世界的な文体。シャトーブリアン、アルフォンス・ラッブ、エドガー・ポー」と並べ讃えている[9]。
- ジュール・ルフェーブル＝ドーミエ(1797-1857)
- ピエール・フランソワ・ラスネール (1800-1836) - 殺人の罪で死刑判決を受けた後、獄中で書いた『回想録』の文章と詩編がフローベールやゴーティエらロマン派作家に賞賛され、アルベール・カミュは『反抗的人間』の中で「ロマン主義の遺産は、フランスの貴族ユゴーによってではなく、犯罪の詩人であるボードレールとラスネールによって管理された」と述べている[9]。
- シャルル・ラッサイー (1806-1843) - ユゴーの崇拝者であり、ネルヴァルやゴーティエらのサロン「プチ・セナークル」にも出入りし、政治的主張を含めて過激な活動をしていた。作品としてはいくらかの詩編がある他、半自伝的で社会常識に反逆した長篇小説『われらの同時代人トリアルフの自殺前の奇策(Les Roueries de Trialph, notre contemporain avant son suicide)』が大きな反響を巻き起こし、シャルル・アスリノーは「当代のもっとも気違いじみた小説」と呼んだ[9]。
- アロイジウス・ベルトラン（ルイ・ベルトラン） (1807-1841)
- ジェラール・ド・ネルヴァル (1808-1855) - 20歳の時にゲーテ『ファウスト』をフランス語訳しドイツ文学研究家として名声を得て、エルナニ事件ではボレルとともに指導的な立場を果たした。晩年の作品『東邦紀行』『火の娘』が死後になって高く評価された。ラフカディオ・ハーンは「夢の中の感情や空想を書き表す非常な手腕を持っている」「彼の思想の持つ睡いような美しさと、彼の文体の持つ無意識的な魅力とは、一種の睡薬のように、読者の空想を呼び起こす」と評した（『狂える浪漫主義詩人』）。[15][9]
- ペトリュス・ボレル (1809-1859) - ブーザンゴ派の中でもっとも過激な芸術至上主義者、共和主義者であり、マルキ・ド・サドを最初に賞賛し、自ら「狼人(Lycanthrope)」と称した。詩集『狂想曲(Rapsodies)』で高い評価を得たが、その後発表した小説は当時酷評され、困窮の後にゴーティエの紹介でアルジェリアに職を求め、その地で没した[9]。
- グザヴィエ・フォルヌレ (1809-1884) - 生涯をブルゴーニュ地方で暮らし、1830年代以降にいずれも自費出版で詩、戯曲、アフォリズム集、小説などを刊行したが、文学史上ではまったく名を残すことがなかった。20世紀になってブルトンにより発見、再評価された。同時代で唯一フォルヌレを評価したシャルル・モンスレはこの「無名のロマン主義者」の短編「草叢のダイヤモンド」を「怪奇、神秘、やさしさ、恐怖が、かくも強く一本のペンの下に結婚したことはない」と讃歎し、ピエール・ジョージ・カステックスは「同時代の他のいかなる作家よりも高く深い、悲劇の特質に達したように思われる」(1951年)と評している。[9]
- テオフィル・ゴーティエ (1811-1872) - エルナニ事件前後からネルヴァルやボレルらと深く交流し、またホフマン影響下の作品を書いた[1]。晩年の回想書『ロマン主義の歴史(Histoire du romantisme)』（邦題『青春の回想』など）で当時の若い作家たちを描いている。
- フィロテ・オネディ (1811-1875) - 20歳の時に父の死によって、家族の生活のために官吏として勤めながら作品を書き続け、生前刊行された唯一の詩集『火と焔(Feu et flamme)』は、ゴーティエに「激情派」と評され、死後に高く評価されるようになった。[9]
- アルフォンス・エスキロス (1812-1876)
- シャルル・クロス(1842-1888)

### イギリス
関連する人物；
- ウィリアム・ブレイク(1757-1827)
- マシュー・グレゴリー・ルイス(1775-1818)
- チャールズ・ロバート・マチューリン(1782-1824)
- トマス・ド・クインシー(1785-1859)

### ドイツ
見直されるべきロマン主義の作家
- ハインリヒ・フォン・クライスト(1777-1811)
- クリスティアン・ディートリヒ・グラッベ(1801-1836)
- ゲオルク・ビューヒナー(1813-1837)

## 注
1. 1 2  ジャン=リュック・スタインメッツ『幻想文学』
2. ↑  (Tristan Maya 1984, p. 11)
3. ↑  (Eugène Asse 1896, p. 5)
4. 1 2  (Max Milner 1988, p. 84)
5. ↑  (Willy-Paul Romain 1952, p. 6)
6. ↑  (Eldon Kaye 1971, p. 47)
7. ↑  (Théophile Gautier 1874, p. 1)
8. ↑  (Théophile Gautier 1874, p. 16-17)
9. 1 2 3 4 5 6 7 8  澁澤『悪魔のいる文学史』
10. ↑  (Jean-Luc Steinmetz 2005, p. 899)
11. ↑  (Jean-Luc Steinmetz 2005, p. 896)
12. ↑  「ブーザンゴ」とは当時水兵の被っていた皮の帽子のことで、彼らの過激な一派が街頭で騒動を起こして逮捕された時に歌っていた歌の文句の「ブーザンゴをかぶろうよ」から取られてこの呼び名が付いた。（澁澤）
13. ↑  (Marie-Ève Thérenthy 2010, p. 42)
14. ↑  ブルトン
15. ↑  中村真一郎「譯者はしがき」（『暁の女王と精霊の王の物語』角川書店 1952年）